# Bitka kod Sekigahare
Bitka kod Sekigahare bila je presudna bitka održana u Japanu 21. listopada 1600. (prema modernom kalendaru, a 15. rujna prema starom kineskom kalendaru), kojom je Tokugawa Iejasu osigurao šogunat. Iako su Iejasuu trebale još tri godine da osigura vlast u odnosu na klan Toyotomi i mjesne vladare (daimyo), Sekigahara se općenito smatra neslužbenim početkom šogunata Tokugawa, zadnjeg šogunata koji je vladao Japanom.
Tamo gdje je danas naselje Sekigahara, u prefekturi Gifu, Tokugawina se vojska sukobila s vojskom Ishide Mitsunarija, koji je bio odan Hideyoriju, sinu i nasljedniku Toyotomija Hideyoshija. Ishod bitke je presudio Ishidin vojskovođa Kobayakawa Hideaki, koji je usred borbe izdao svoje saveznike. Iako je isprva Kobayakawa samo stajao sa strane i nije sudjelovao u bitki, Tokugawa je zapovjedio svojim vojnicima da otvore vatru na Kobayakawine snage, nakon čega se Kobayakawa počeo boriti na Tokugawinoj strani. To je dovelo do Tokugawine pobjede i završetka sukoba unutar Vijeća pet regenata.

## Vanjske poveznice
Sestrinski projekti
|  | Zajednički poslužitelj ima još gradiva o temi Bitka kod Sekigahare |